# Giacomo Carissimi
Giacomo Carissimi (ochrzczony 18 kwietnia 1605 w Marino, zm. 12 stycznia 1674 w Rzymie) – włoski kompozytor, śpiewak, organista i kapelmistrz; ksiądz katolicki.

## Życiorys
W latach 1623–1625 był śpiewakiem i organistą w katedrze w Tivoli. Następnie w latach 1628–1629 objął stanowisko kapelmistrza w Asyżu, a od 1629 był kapelmistrzem Collegium Germanicum i bazyliki Sant'Apollinare alle Terme w Rzymie. 
Obok Luigiego Rossi jest jednym z twórców kantaty, pisał również msze i inne utwory kościelne. Jego nazwisko łączy się jednak przede wszystkim z twórczością oratoryjną, przy czym głównym osiągnięciem było ustalenie ostatecznej formy dwuczęściowego oratorium (dotąd opartego na dramatach liturgicznych i misteriach, będących dialogami o treści religijnej, w których muzyka grała rolę drugorzędną), na które składały się arie, recytatywy, ensamble, partie chóralne i instrumentalne. Napisał szereg oratoriów z tekstem łacińskim, spośród których najbardziej znane są: Jephte, Jonas, Judicium Salomonis, Extremum Judicium. Do tradycji oratoryjnej Carissimiego nawiązywali będący jego uczniami Marc-Antoine Charpentier, Antonio Draghi i Alessandro Stradella.
Spoczywa w krypcie rzymskiej bazyliki Sant'Apollinare alle Terme, która była głównym miejscem jego działalności.